# Округ Даглас (Јужна Дакота)
Округ Даглас (енгл. Douglas County) је округ у америчкој савезној држави Јужна Дакота.

## Демографија
По попису из 2010. године број становника је 3.002, што је 456 (-13,2%) становника мање него 2000. године.
| Група             | 2000.         | 2010.         |
| Белци             | 3.384 (97,9%) | 2.891 (96,3%) |
| Афроамериканци    | 2 (0,1%)      | 11 (0,4%)     |
| Азијати           | 5 (0,1%)      | 3 (0,1%)      |
| Хиспаноамериканци | 13 (0,4%)     | 23 (0,8%)     |
| Укупно            | 3.458         | 3.002         |